# Mincio
A Mincio (venét nyelven Menzo; lombard nyelven Mens) egy folyó Észak-Olaszországban, a 203 km-es Sarca––Garda–Mincio vízrendszer legalsó, 75 km hosszú déli szakasza. A Garda-tóból lép ki, a tó egyetlen lefolyásaként. Governolónál torkollik a Pó folyóba, amelynek utolsó bal oldali mellékfolyóját képezi. Lombardia és Veneto régiók határvidékén fekszik, egy szakasza a történelmi Lombardia tartomány és a Velence határát képezte. A folyó mentén fekszik Peschiera del Garda és Mantova, az egykori osztrák Erődnégyszög két súlypontja, a történelem folyamán a Habsburg Birodalom és az itáliai felkelők között zajló háborúk egyik ismétlődő színhelye.

## Fekvése
A Mincio folyó Peschieránál lép ki Garda-tóból. Először a Garda-tó hordalékdombjai között folyik, Valeggióig, majd kilép a Pó-síkságra. Mantova városán keresztül halad, majd tovább dél felé, a Roncoferraróhoz tartozó Governolo községnél bal (észak) felől ömlik a Pó folyóba. Itt néhány zsilip szabályozza a hajózást.
A folyó menti települések: Peschiera del Garda, Ponti sul Mincio, Monzambano, Valeggio sul Mincio, Volta Mantovana, Goito, Marmirolo , Porto Mantovano,  Rivalta sul Mincio, Curtatone, Borgo Virgilio, Bagnolo San Vito és Roncoferraro. Monzambano településnél van a Garda-tó vízszintjét szabályozó gátrendszer. A folyó átfolyik Valeggio sul Mincio város Borghetto nevű negyedén, itt nyílik a mesterséges Vigilio-csatorna, amely magas vízállás esetén a fölös vizet elvezeti. Az áramló víz sebességének csökkentésére a csatornát két lejtős műtárgy és egy tározó szakítja meg, a Mincióba való visszatérés előtt. A mesterséges csatorna bejárata körüli vízterület igen veszélyes, rendszeresen történnek itt halálos balesetek.
A Garda-tótól a Mantovai-tavakig a Minción csak kis hajókkal lehet közlekedni. Borghettóban igen óvatosan kell közlekedni a csatorna bejárata körüli veszélyes területen. Mantovától a Póig a Mincio mély járatú, nehéz hajókkal is járható. A Garda-tóval közvetlen hajózó kapcsolat nincs a Salionze-gát miatt. A gáttól lefelé további akadályok és vízlépcsők teszik lehetetlenné a hajózást. Csak tutajjal, kajakkal és kenuval lehet közlekendi. A csatornák ki- és beömlése veszélyes helyeket jelent, biztonságos hajóközlekedés csak a Pozzolo-völgy felé ajánlott.
A Pó-völgyben fekvő Mantovai-tavak közül a felsőt (Lago Superiore) nem duzzasztották fel, mert környezetéhez képest mélyen fekszik, a síkság közepén húzódó Mincio-völgyben.
A Garda-tótól egészen a Mantova fölötti vidékig a folyó markánsan meszes talajú mederben folyik, ami az egész Pó-völgyben egyedülálló jelenség.
A folyó már az ókorban is közlekedési útvonal volt. Az etruszkok és a rómaiak folyamszabályozási munkákat végeztek, hogy hosszabb folyószakaszok váljanak hajózhatóvá. A középkorban újabb gátakat építettek, hogy árvíz idején Mantovát megóvják az elöntéstől, tovább hogy a lecsapolással javítsák a levegő minőségét. Alberto Pitentino bergamói vízmérnök több, 1190 körül épített gátja és egyéb szabályozó műtárgya (azóta korszerűsítve) ma is látható.
A legfontosabb gát a Felső-tó (lago Superiore) és a Középső-tó (lago di Mezzo) között a mantovai Mulini-híd (ponte di Mulini). Lényegében ennek építésével hozták létre a Felső-tavat. Építésekor a tavak közötti szintkülönbség 3 volt, ezt a hídra épült vízimalmok és manufaktúrákat használták ki. Ma a Felső-tó és Alsó-tó (Lago Inferiore) között kb. 5 méternyi szintkülönbség van.
A 17. századra a Mincio nyomvonalán Mantova térségében négy tavat hoztak létre, a Felső-, a Középső- és az Alsó-tavat, valamint egy negyediket, a Paiolo-tavat, amely ma már nem létezik. Ezeken kívül Curtatone Montanara városrészénél vágtak egy folyóágat, amely Mantovától délre, Borgo Virgilio település Borgoforte negyedénél ömlik a Póba.
A Mantovai-tavakba belépés előtt a Mincio élesen keletnek fordul, egy geomorfológiai törésvonalat követve. A Mantovai-tavak, a Mincio és Pó folyók ágai által közrefogott területen a Gonzaga hercegek már a 13. századtól kezdve erős katonai sáncrendszert építettek ki, a serraglio mantovano-t. A 18. század elején a Gonzaga-ház helyét a Habsburgok vették át, a serraglio elenyészett. A napóleoni háborúk során a Mincio mellett több csata is lezajlott (castiglionei csata (1796), Mincio folyó menti csata (1814)). A bécsi kongresszus (1815) után Lombardia és Velence az Osztrák Császársághoz került, és megkezdődött az Erődnégyszög (Quadrilatero) kiépítése.
A bővízű Mincio folyó, kapcsolódva az Etsch folyó menti hegyi erődítményekhez, erős katonai akadályt képezett a dél felől induló támadásokkal szemben. Az Osztrák Császárságban úgy emlegették, hogy „Németországot a Minciónál kell megvédeni”. A 19. századi itáliai felkelések idején az osztrák Erődnégyszögre (Peschiera – Mantova – Verona – Legnago) támaszkodó védelem több hadjáratban bizonyította hatékonyságát: 1848-ban a governolói és az első custozzai csatában, az 1859-es solferinói és San Martinó-i csata utáni visszavonulásnál, végül az 1866-os második custozzai csata idején.

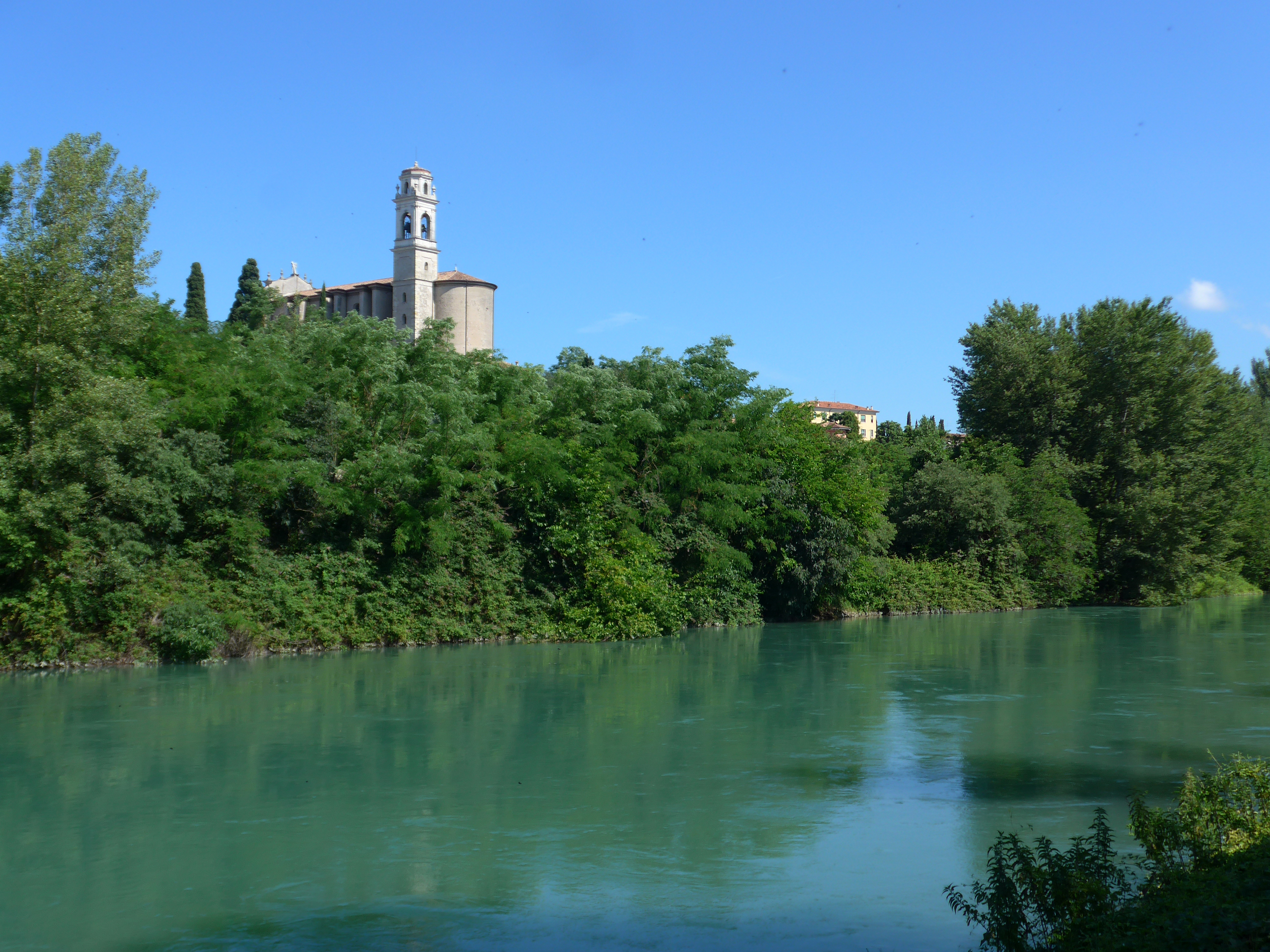
A Mincio Monzambano községnél (Mantova megye)
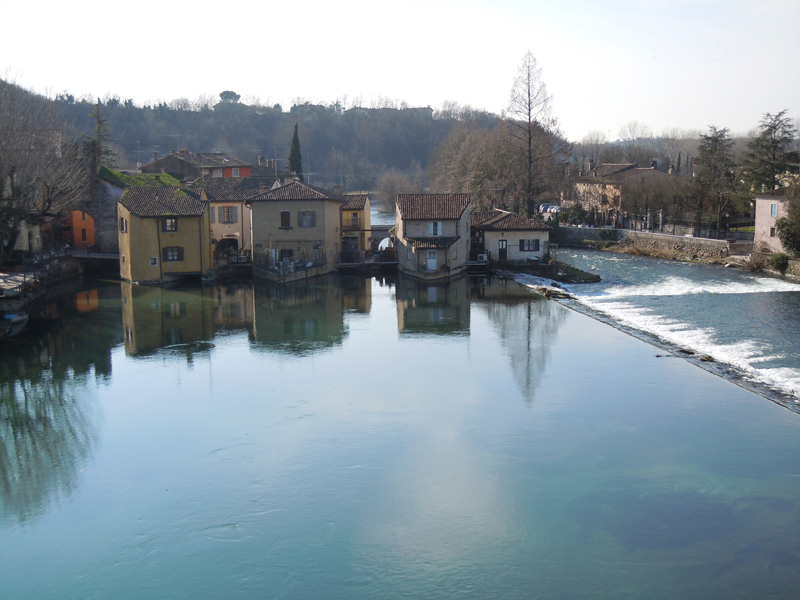
A folyó Valeggiónál (Verona megye)
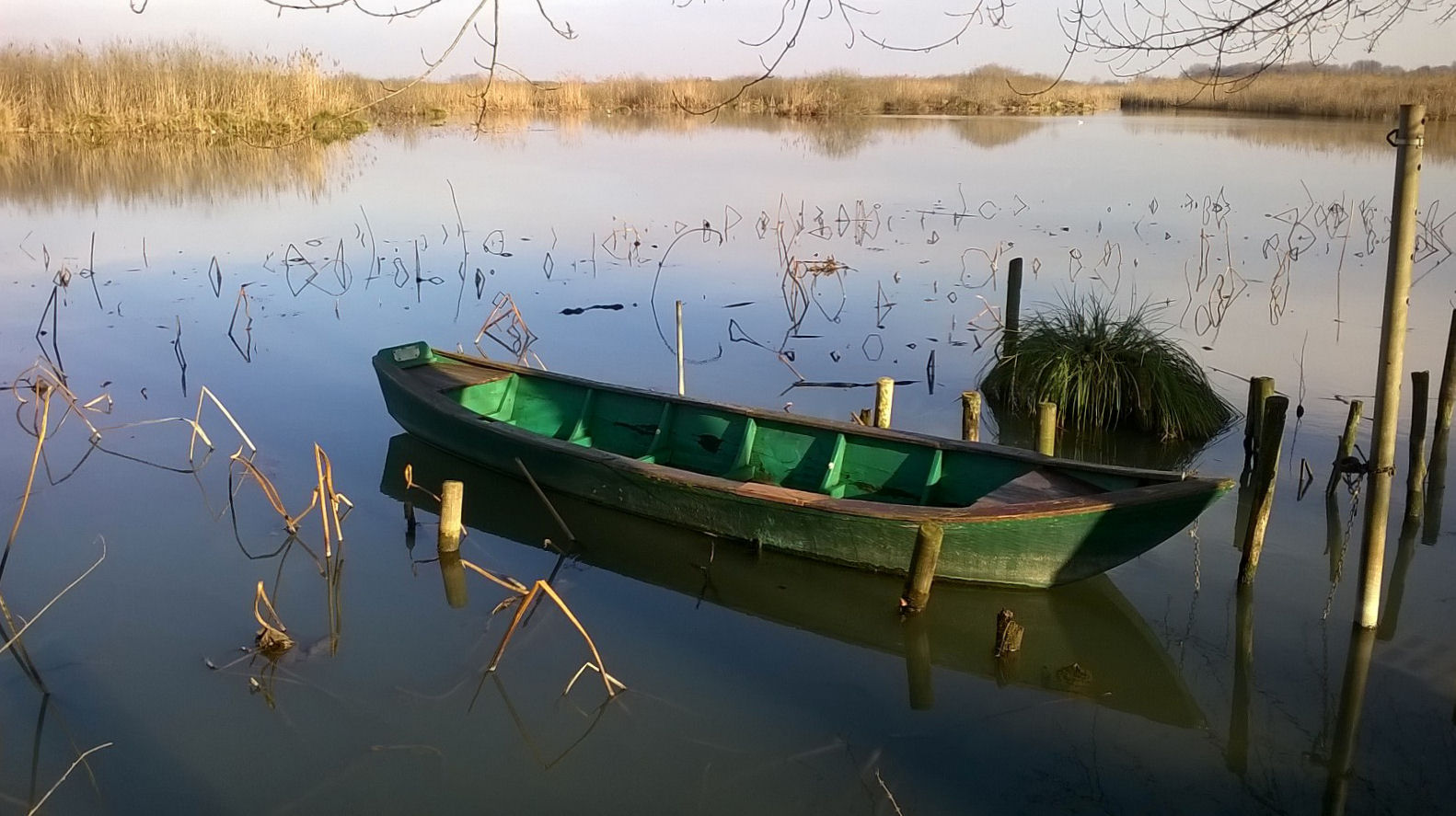
A folyó Curtatone város Grazie negyedében (Mantova megye)
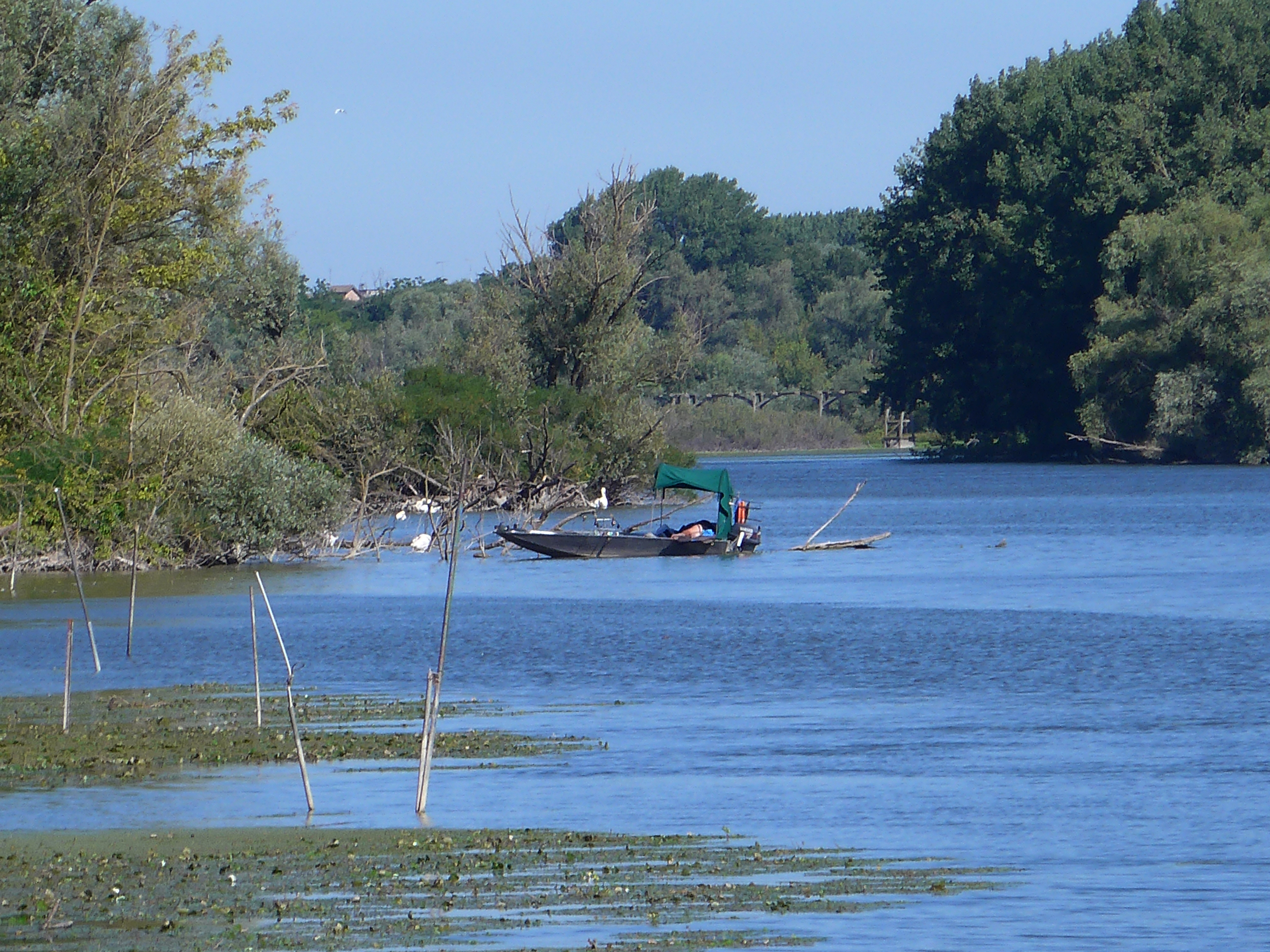
Vallazza Natúrpark (Mantova megye)

## Vízgazdálkodása

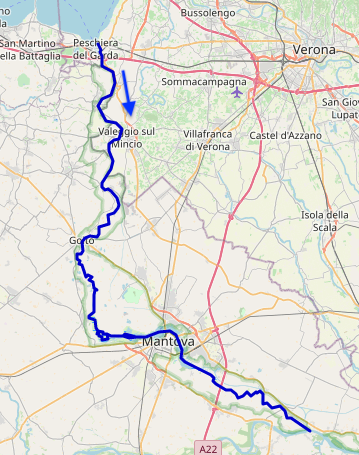
A Mincio folyó útja

A Mincio éves átlagos vízhozama 56,8 m³ (eddig mért minimuma 30 m³/s, maximuma 150 m³/s volt). A Peschiera del Gardánál, a Garda-tóból kilépésnél mért vízhozam-érték nem sokban tér el a torkolatban mért értéktől, mert az alföldi szakaszon a folyót már nem táplálják nagyobb mellékfolyók. A folyó szintje erősen szabályozva van, vízhozamának mintegy 60%-át két mesterséges mederbe, a Mantova megyei Mincio-csatornába (Pozzolo sul Mincio) és a Pozzolói-árokba(Marengo di Pozzolo) terelték. 
A Mincio áramlási viszonyait befolyásolja az a tény is, hogy az 1950-es években megépült az Etsch–Garda vízvezető alagútja (Galleria Adige-Garda), amely az Etsch (Adige) hegyi folyó vizét magas vízállásnál a Garda-tóba − mint átmeneti árvízi tárolóba − vezeti, ezzel elhárítja az Etsch alsó szakaszát, elsősorban Verona városát fenyegető árvizeket. A 9873 méter hosszú alagút Trentino megye területén halad, Mori-nál ágazik ki az Etsch folyóból, és Torbolénál torkollik a tóba.